# Interlands Zweeds voetbalelftal 1930-1939
Deze pagina toont een chronologisch en gedetailleerd overzicht van de interlands die het Zweeds voetbalelftal heeft gespeeld in de periode 1930 – 1939.

## Interlands

### 1930
|                                                                      |                |       |             |                                                                                     |
| 15 juni Vriendschappelijk № 146 «onderlinge duels» 14:00 uur (UTC+1) | Zweden         | 1 – 0 | Zwitserland | Olympisch Stadion, Stockholm Toeschouwers: 17.500 Scheidsrechter: Louis Baert (BEL) |
| 15 juni Vriendschappelijk № 146 «onderlinge duels» 14:00 uur (UTC+1) | Knut Kroon 82' |       |             | Olympisch Stadion, Stockholm Toeschouwers: 17.500 Scheidsrechter: Louis Baert (BEL) |

|                                                                                 | |       |                  |                                                                                               |
| 22 juni Noords Kampioenschap 1929/32 № 147 «onderlinge duels» 13:30 uur (UTC+1) | Denemarken                                                                                           | 6 – 1 | Zweden           | Københavns Idrætspark, Kopenhagen Toeschouwers: 28.000 Scheidsrechter: Karl Weingärtner (GER) |
| 22 juni Noords Kampioenschap 1929/32 № 147 «onderlinge duels» 13:30 uur (UTC+1) | Pauli Jørgensen 17', 65', 88' Svend Aage Eriksen 45' Eyolf Kleven 79' Knud Christophersen 90' (pen.) |       | 66' John Nilsson | Københavns Idrætspark, Kopenhagen Toeschouwers: 28.000 Scheidsrechter: Karl Weingärtner (GER) |

|                                                                                |                                                               |       |                           |                                                                                     |
| 6 juli Noords Kampioenschap 1929/32 № 148 «onderlinge duels» 14:00 uur (UTC+1) | Zweden                                                        | 6 – 3 | Noorwegen                 | Olympisch Stadion, Stockholm Toeschouwers: 18.000 Scheidsrechter: Jan De Wolf (NED) |
| 6 juli Noords Kampioenschap 1929/32 № 148 «onderlinge duels» 14:00 uur (UTC+1) | Harry Lundahl 5', 13', 48' Albin Dahl 44' 29', 56' Knut Kroon |       | 16', 42', 47' Jørgen Juve | Olympisch Stadion, Stockholm Toeschouwers: 18.000 Scheidsrechter: Jan De Wolf (NED) |

|                                                                      |                           |       |                                                                                         |                                                                                  |
| 18 juli Vriendschappelijk № 149 «onderlinge duels» 19:00 uur (UTC+2) | Estland                   | 1 – 5 | Zweden                                                                                  | Kadriorustadion, Tallinn Toeschouwers: 4.500 Scheidsrechter: Yrjö Tuhkunen (FIN) |
| 18 juli Vriendschappelijk № 149 «onderlinge duels» 19:00 uur (UTC+2) | Aleksander Gerassimov 26' |       | 7' John Sundberg 38' Arvid Thörn 41' Knut Johansson 44' John Sundberg 73' John Sundberg | Kadriorustadion, Tallinn Toeschouwers: 4.500 Scheidsrechter: Yrjö Tuhkunen (FIN) |

|                                                                      |         |                                                               |        |                                                                            |
| 22 juli Vriendschappelijk № 150 «onderlinge duels» 18:15 uur (UTC+2) | Letland | 0 – 5                                                         | Zweden | JKS-stadions, Riga Toeschouwers: 5.000 Scheidsrechter: Heinrich Paal (EST) |
| 22 juli Vriendschappelijk № 150 «onderlinge duels» 18:15 uur (UTC+2) |         | 5', 75' Axel Nilsson 14' Knut Johansson 26', 80' Gösta Dunker |        | JKS-stadions, Riga Toeschouwers: 5.000 Scheidsrechter: Heinrich Paal (EST) |

|                                                                           |        |                                            |       |                                                                                     |
| 28 september Vriendschappelijk № 151 «onderlinge duels» 14:00 uur (UTC+1) | Zweden | 0 – 3                                      | Polen | Olympisch Stadion, Stockholm Toeschouwers: 20.000 Scheidsrechter: Matti Aalto (FIN) |
| 28 september Vriendschappelijk № 151 «onderlinge duels» 14:00 uur (UTC+1) |        | 39', 69' Józef Ciszewski 43' Józef Smoczek |       | Olympisch Stadion, Stockholm Toeschouwers: 20.000 Scheidsrechter: Matti Aalto (FIN) |

|                                                                           |                                        |       |                     |                                                                                         |
| 28 september Vriendschappelijk № 152 «onderlinge duels» 14:30 uur (UTC+1) | België                                 | 2 – 2 | Zweden              | Stade Vélodrome de Rocourt, Luik Toeschouwers: 17.000 Scheidsrechter: Adolf Miesz (AUT) |
| 28 september Vriendschappelijk № 152 «onderlinge duels» 14:30 uur (UTC+1) | Jacques Secretin 30' Pierre Braine 75' |       | 41', 88' Albin Dahl | Stade Vélodrome de Rocourt, Luik Toeschouwers: 17.000 Scheidsrechter: Adolf Miesz (AUT) |

|                                                                                      |                                               |       |                                                 |                                                                                   |
| 28 september Noords Kampioenschap 1929/32 № 153 «onderlinge duels» 13:00 uur (UTC+2) | Finland                                       | 4 – 4 | Zweden                                          | Töölön Pallokenttä, Helsinki Toeschouwers: 7.152 Scheidsrechter: Otto Remke (DEN) |
| 28 september Noords Kampioenschap 1929/32 № 153 «onderlinge duels» 13:00 uur (UTC+2) | Lauri Lehtinen 9', 40', 41' Aulis Koponen 15' |       | 26', 53', 64' Bertil Karlsson 60' Åke Andersson | Töölön Pallokenttä, Helsinki Toeschouwers: 7.152 Scheidsrechter: Otto Remke (DEN) |

|                                                                          |                                                                            |       |                     |                                                                                      |
| 16 november Vriendschappelijk № 154 «onderlinge duels» 14:00 uur (UTC+1) | Oostenrijk                                                                 | 4 – 1 | Zweden              | Hohe Wartestadion, Wenen Toeschouwers: 12.000 Scheidsrechter: Ferenc Majorszky (HUN) |
| 16 november Vriendschappelijk № 154 «onderlinge duels» 14:00 uur (UTC+1) | Fritz Gschweidl 40' Franz Weselik 46' Toni Schall 65' Ferdinand Wesely 80' |       | 23' Wilhelm Engdahl | Hohe Wartestadion, Wenen Toeschouwers: 12.000 Scheidsrechter: Ferenc Majorszky (HUN) |

### 1931
|                                                                      |           |       |        |                                                                                       |
| 17 juni Vriendschappelijk № 155 «onderlinge duels» 19:15 uur (UTC+1) | Duitsland | 0 – 0 | Zweden | Olympisch Stadion, Stockholm Toeschouwers: 16.000 Scheidsrechter: John Langenus (BEL) |
| 17 juni Vriendschappelijk № 155 «onderlinge duels» 19:15 uur (UTC+1) |           |       |        | Olympisch Stadion, Stockholm Toeschouwers: 16.000 Scheidsrechter: John Langenus (BEL) |

|                                                                                 |                                               |       |                     |                                                                                       |
| 28 juni Noords Kampioenschap 1929/32 № 156 «onderlinge duels» 14:00 uur (UTC+1) | Zweden                                        | 3 – 1 | Denemarken          | Olympisch Stadion, Stockholm Toeschouwers: 20.000 Scheidsrechter: Alfred Birlem (GER) |
| 28 juni Noords Kampioenschap 1929/32 № 156 «onderlinge duels» 14:00 uur (UTC+1) | Rolf Gardtman 47' Sven Rydell 76', 88' (pen.) |       | 19' Pauli Jørgensen | Olympisch Stadion, Stockholm Toeschouwers: 20.000 Scheidsrechter: Alfred Birlem (GER) |

|                                                                                |                                                                                  |       |                                       |                                                                                    |
| 3 juli Noords Kampioenschap 1929/32 № 157 «onderlinge duels» 19:00 uur (UTC+1) | Zweden                                                                           | 8 – 2 | Finland                               | Olympisch Stadion, Stockholm Toeschouwers: 20.000 Scheidsrechter: Otto Remke (DEN) |
| 3 juli Noords Kampioenschap 1929/32 № 157 «onderlinge duels» 19:00 uur (UTC+1) | Rolf Gardtman 12' Sune Zetterberg 18', 25', 30', 55' Evert Hansson 35', 65', 73' |       | 76' Nuutti Lintamo 86' Ernst Grönlund | Olympisch Stadion, Stockholm Toeschouwers: 20.000 Scheidsrechter: Otto Remke (DEN) |

|                                                                     |                                                              |       |                         |                                                                                   |
| 8 juli Vriendschappelijk № 158 «onderlinge duels» 19:30 uur (UTC+1) | Zweden                                                       | 3 – 1 | Estland                 | Idrottsplatsen, Sandviken Toeschouwers: 6.000 Scheidsrechter: Esko Pekkonen (FIN) |
| 8 juli Vriendschappelijk № 158 «onderlinge duels» 19:30 uur (UTC+1) | Ragnar Jacobsson 27' Sune Zetterberg 29' Sune Zetterberg 70' |       | 78' Eduard Ellman-Eelma | Idrottsplatsen, Sandviken Toeschouwers: 6.000 Scheidsrechter: Esko Pekkonen (FIN) |

|                                                                      |                                                                          |       |         |                                                                                        |
| 26 juli Vriendschappelijk № 159 «onderlinge duels» 13:30 uur (UTC+1) | Zweden                                                                   | 6 – 0 | Letland | Arosvallen, Västerås Toeschouwers: 7.000 Scheidsrechter: Reidar Randers Johansen (NOR) |
| 26 juli Vriendschappelijk № 159 «onderlinge duels» 13:30 uur (UTC+1) | John Sundberg 10', 44', 78' Sigfrid Roos 12', 25' Sven Rydell 38' (pen.) |       |         | Arosvallen, Västerås Toeschouwers: 7.000 Scheidsrechter: Reidar Randers Johansen (NOR) |

|                                                                                      |                                   |       |                   |                                                                                   |
| 27 september Noords Kampioenschap 1929/32 № 160 «onderlinge duels» 13:15 uur (UTC+1) | Noorwegen                         | 2 – 1 | Zweden            | Ullevaalstadion, Oslo Toeschouwers: 28.208 Scheidsrechter: Karl Weingärtner (GER) |
| 27 september Noords Kampioenschap 1929/32 № 160 «onderlinge duels» 13:15 uur (UTC+1) | Einar Andersen 9' Jørgen Juve 38' |       | 71' Evert Hansson | Ullevaalstadion, Oslo Toeschouwers: 28.208 Scheidsrechter: Karl Weingärtner (GER) |

|                                                                         |                                     |       |                |                                                                                   |
| 8 november Vriendschappelijk № 161 «onderlinge duels» 14:00 uur (UTC+1) | Hongarije                           | 3 – 1 | Zweden         | Üllői Út, Boedapest Toeschouwers: 13.000 Scheidsrechter: Rinaldo Barlassina (ITA) |
| 8 november Vriendschappelijk № 161 «onderlinge duels» 14:00 uur (UTC+1) | Illés Spitz 3' István Avar 34', 56' |       | 9' Sven Rydell | Üllői Út, Boedapest Toeschouwers: 13.000 Scheidsrechter: Rinaldo Barlassina (ITA) |

### 1932
|                                                                     |                                                                                         |       |                     |                                                                                      |
| 16 mei Vriendschappelijk № 162 «onderlinge duels» 14:00 uur (UTC+1) | Zweden                                                                                  | 7 – 1 | Finland             | Olympisch Stadion, Stockholm Toeschouwers: 20.500 Scheidsrechter: Per Andersen (NOR) |
| 16 mei Vriendschappelijk № 162 «onderlinge duels» 14:00 uur (UTC+1) | Sven Rydell 12', 20', 62' John Nilsson 30', 57' Erik Persson 34' Karl Erik Holmberg 85' |       | 10' William Kanerva | Olympisch Stadion, Stockholm Toeschouwers: 20.500 Scheidsrechter: Per Andersen (NOR) |

|                                                                                 |                   |       |                                                          |                                                                                            |
| 10 juni Noords Kampioenschap 1929/32 № 163 «onderlinge duels» 15:30 uur (UTC+2) | Finland           | 1 – 3 | Zweden                                                   | Töölön Pallokenttä, Helsinki Toeschouwers: 8.000 Scheidsrechter: Thoralf Kristiansen (NOR) |
| 10 juni Noords Kampioenschap 1929/32 № 163 «onderlinge duels» 15:30 uur (UTC+2) | Ernst Grönlund 3' |       | 2' John Nilsson 51' Rolf Gardtman 64' Karl Erik Holmberg | Töölön Pallokenttä, Helsinki Toeschouwers: 8.000 Scheidsrechter: Thoralf Kristiansen (NOR) |

|                                                                      |                                          |       |                           |                                                                                          |
| 12 juni Vriendschappelijk № 164 «onderlinge duels» 14:00 uur (UTC+1) | Zweden                                   | 3 – 1 | België                    | Olympisch Stadion, Stockholm Toeschouwers: 19.000 Scheidsrechter: Karl Weingärtner (GER) |
| 12 juni Vriendschappelijk № 164 «onderlinge duels» 14:00 uur (UTC+1) | John Sundberg 15', 78' Evert Hansson 50' |       | 22' Stanley Van den Eynde | Olympisch Stadion, Stockholm Toeschouwers: 19.000 Scheidsrechter: Karl Weingärtner (GER) |

|                                                                                 |                                                        |       |                |                                                                                           |
| 19 juni Noords Kampioenschap 1929/32 № 165 «onderlinge duels» 13:00 uur (UTC+1) | Denemarken                                             | 3 – 1 | Zweden         | Københavns Idrætspark, Kopenhagen Toeschouwers: 28.000 Scheidsrechter: Moritz Fuchs (GER) |
| 19 juni Noords Kampioenschap 1929/32 № 165 «onderlinge duels» 13:00 uur (UTC+1) | Henry Hansen 4' Svend Petersen 23' Pauli Jørgensen 80' |       | 13' Knut Kroon | Københavns Idrætspark, Kopenhagen Toeschouwers: 28.000 Scheidsrechter: Moritz Fuchs (GER) |

|                                                                                |                               |       |                                       |                                                                                     |
| 1 juli Noords Kampioenschap 1929/32 № 166 «onderlinge duels» 19:15 uur (UTC+1) | Zweden                        | 1 – 4 | Noorwegen                             | Gamla Ullevi, Göteborg Toeschouwers: 22.108 Scheidsrechter: Raphaël Van Praag (BEL) |
| 1 juli Noords Kampioenschap 1929/32 № 166 «onderlinge duels» 19:15 uur (UTC+1) | Karl Erik Holmberg 39' (pen.) |       | 8', 53', 76' Jørgen Juve 69' Sten Moe | Gamla Ullevi, Göteborg Toeschouwers: 22.108 Scheidsrechter: Raphaël Van Praag (BEL) |

|                                                                      |                                   |       |        |                                                                                           |
| 10 juli Vriendschappelijk № 167 «onderlinge duels» 17:30 uur (UTC+1) | Polen                             | 2 – 0 | Zweden | Wojska Polskiegostadion, Warschau Toeschouwers: 13.000 Scheidsrechter: Peco Bauwens (GER) |
| 10 juli Vriendschappelijk № 167 «onderlinge duels» 17:30 uur (UTC+1) | Józef Nawrot 12' Gustaw Bator 84' |       |        | Wojska Polskiegostadion, Warschau Toeschouwers: 13.000 Scheidsrechter: Peco Bauwens (GER) |

|                                                                      |         |       |        |                                                                            |
| 13 juli Vriendschappelijk № 168 «onderlinge duels» 18:30 uur (UTC+2) | Letland | 0 – 0 | Zweden | LSB stadions, Riga Toeschouwers: 4.000 Scheidsrechter: Heinrich Paal (EST) |
| 13 juli Vriendschappelijk № 168 «onderlinge duels» 18:30 uur (UTC+2) |         |       |        | LSB stadions, Riga Toeschouwers: 4.000 Scheidsrechter: Heinrich Paal (EST) |

|                                                                      |                   |       |                                             |                                                                                     |
| 15 juli Vriendschappelijk № 169 «onderlinge duels» 19:00 uur (UTC+2) | Zweden            | 1 – 3 | Estland                                     | Kadriorustadion, Tallinn Toeschouwers: 6.000 Scheidsrechter: Ragnar Wickström (FIN) |
| 15 juli Vriendschappelijk № 169 «onderlinge duels» 19:00 uur (UTC+2) | Leonhard Kass 77' |       | 25', 74' Torsten Johansson 58' Gösta Dunker | Kadriorustadion, Tallinn Toeschouwers: 6.000 Scheidsrechter: Ragnar Wickström (FIN) |

|                                                                      |                                          |       |                                                                       |                                                                                       |
| 17 juli Vriendschappelijk № 170 «onderlinge duels» 14:00 uur (UTC+1) | Oostenrijk                               | 3 – 4 | Zweden                                                                | Olympisch Stadion, Stockholm Toeschouwers: 15.000 Scheidsrechter: Sophus Hansen (DEN) |
| 17 juli Vriendschappelijk № 170 «onderlinge duels» 14:00 uur (UTC+1) | Gösta Svensson 31' John Nilsson 87', 88' |       | 10' Adolf Vogl 37' Matthias Sindelar 75' Georg Waitz 83' Josef Molzer | Olympisch Stadion, Stockholm Toeschouwers: 15.000 Scheidsrechter: Sophus Hansen (DEN) |

|                                                                           |                                                                                      |       |                     |                                                                                       |
| 25 september Vriendschappelijk № 171 «onderlinge duels» 14:00 uur (UTC+1) | Zweden                                                                               | 8 – 1 | Litouwen            | Olympisch Stadion, Stockholm Toeschouwers: 15.000 Scheidsrechter: Yrjö Tuhkunen (FIN) |
| 25 september Vriendschappelijk № 171 «onderlinge duels» 14:00 uur (UTC+1) | Ragnar Gustavsson 11', 78' Holger Johansson 48', 52' John Nilsson 59', 60', 65', 75' |       | 52' Leonas Efišovas | Olympisch Stadion, Stockholm Toeschouwers: 15.000 Scheidsrechter: Yrjö Tuhkunen (FIN) |

|                                                                           |                                                              |       |                                                    |                                                                                               |
| 25 september Vriendschappelijk № 172 «onderlinge duels» 15:30 uur (UTC+1) | Duitsland                                                    | 4 – 3 | Zweden                                             | Städtisches Stadion, Neurenberg Toeschouwers: 30.000 Scheidsrechter: Rinaldo Barlassina (ITA) |
| 25 september Vriendschappelijk № 172 «onderlinge duels» 15:30 uur (UTC+1) | Oskar Rohr 10', 64' Stanislaus Kobierski 17' Franz Krumm 41' |       | 22' Harry Lundahl 47' Einar Kempe 78' Erik Persson | Städtisches Stadion, Neurenberg Toeschouwers: 30.000 Scheidsrechter: Rinaldo Barlassina (ITA) |

|                                                                         |                       |       |                  |                                                                                    |
| 6 november Vriendschappelijk № 173 «onderlinge duels» 14:30 uur (UTC+1) | Zwitserland           | 2 – 1 | Zweden           | Sportanlagen Rankhof, Bazel Toeschouwers: 22.000 Scheidsrechter: Louis Baert (BEL) |
| 6 november Vriendschappelijk № 173 «onderlinge duels» 14:30 uur (UTC+1) | Max Abegglen 67', 87' |       | 7' Gunnar Olsson | Sportanlagen Rankhof, Bazel Toeschouwers: 22.000 Scheidsrechter: Louis Baert (BEL) |

### 1933
|                                                                         | |       |                                       |                                                                                                |
| 11 juni WK 1934 kwalificatie № 174 «onderlinge duels» 14:00 uur (UTC+1) | Zweden                                                                                               | 6 – 2 | Estland                               | Olympisch Stadion, Stockholm Toeschouwers: 8.132 Scheidsrechter: Reidar Randers Johansen (NOR) |
| 11 juni WK 1934 kwalificatie № 174 «onderlinge duels» 14:00 uur (UTC+1) | Knut Kroon 7' Lennart Bunke 10' Bertil Ericsson 13', 70' Torsten Bunke 43' Sven Andersson 79' (pen.) |       | 47' Leonhard Kass 61' Richard Kuremaa | Olympisch Stadion, Stockholm Toeschouwers: 8.132 Scheidsrechter: Reidar Randers Johansen (NOR) |

|                                                                                 |                         |       |                                           |                                                                                        |
| 18 juni Noords Kampioenschap 1933/36 № 175 «onderlinge duels» 14:00 uur (UTC+1) | Zweden                  | 2 – 3 | Denemarken                                | Olympisch Stadion, Stockholm Toeschouwers: 20.297 Scheidsrechter: Karl Wunderlin (SUI) |
| 18 juni Noords Kampioenschap 1933/36 № 175 «onderlinge duels» 14:00 uur (UTC+1) | Bertil Ericsson 7', 20' |       | 27' Pauli Jørgensen 57', 82' Eyolf Kleven | Olympisch Stadion, Stockholm Toeschouwers: 20.297 Scheidsrechter: Karl Wunderlin (SUI) |

|                                                                         |          |                       |        |                                                                                       |
| 29 juni WK 1934 kwalificatie № 176 «onderlinge duels» 18:00 uur (UTC+2) | Litouwen | 0 – 2                 | Zweden | Kariuomenės Stadionas, Kaunas Toeschouwers: 6.000 Scheidsrechter: August Silber (EST) |
| 29 juni WK 1934 kwalificatie № 176 «onderlinge duels» 18:00 uur (UTC+2) |          | 55', 65' Knut Hansson |        | Kariuomenės Stadionas, Kaunas Toeschouwers: 6.000 Scheidsrechter: August Silber (EST) |

|                                                                     |                                                                              |       |                                  |                                                                                       |
| 2 juli Vriendschappelijk № 177 «onderlinge duels» 19:15 uur (UTC+1) | Zweden                                                                       | 5 – 2 | Hongarije                        | Olympisch Stadion, Stockholm Toeschouwers: 18.569 Scheidsrechter: Sophus Hansen (DEN) |
| 2 juli Vriendschappelijk № 177 «onderlinge duels» 19:15 uur (UTC+1) | Erik Persson 49' Holger Karlsson 56' Lennart Bunke 58', 89' John Nilsson 65' |       | 20' György Sárosi 57' Géza Toldi | Olympisch Stadion, Stockholm Toeschouwers: 18.569 Scheidsrechter: Sophus Hansen (DEN) |

|                                                                     |                     |       |                  |                                                                                    |
| 4 juli Vriendschappelijk № 178 «onderlinge duels» 18:30 uur (UTC+2) | Letland             | 1 – 1 | Zweden           | JKS-stadions, Riga Toeschouwers: 4.000 Scheidsrechter: Valerijonas Balčiūnas (LTU) |
| 4 juli Vriendschappelijk № 178 «onderlinge duels» 18:30 uur (UTC+2) | Ērihs Pētersons 72' |       | 39' Knut Hansson | JKS-stadions, Riga Toeschouwers: 4.000 Scheidsrechter: Valerijonas Balčiūnas (LTU) |

|                                                                                 |                                  |       |         |                                                                                      |
| 14 juli Noords Kampioenschap 1933/36 № 179 «onderlinge duels» 19:00 uur (UTC+1) | Zweden                           | 2 – 0 | Finland | Olympisch Stadion, Stockholm Toeschouwers: 15.246 Scheidsrechter: Peter Yssing (DEN) |
| 14 juli Noords Kampioenschap 1933/36 № 179 «onderlinge duels» 19:00 uur (UTC+1) | Knut Kroon 58' Lennart Bunke 86' |       |         | Olympisch Stadion, Stockholm Toeschouwers: 15.246 Scheidsrechter: Peter Yssing (DEN) |

|                                                                                      |           |                  |        |                                                                               |
| 24 september Noords Kampioenschap 1933/36 № 180 «onderlinge duels» 13:15 uur (UTC+1) | Noorwegen | 0 – 1            | Zweden | Ullevaalstadion, Oslo Toeschouwers: 33.000 Scheidsrechter: Peter Yssing (DEN) |
| 24 september Noords Kampioenschap 1933/36 № 180 «onderlinge duels» 13:15 uur (UTC+1) |           | 55' Gösta Dunker |        | Ullevaalstadion, Oslo Toeschouwers: 33.000 Scheidsrechter: Peter Yssing (DEN) |

### 1934
|                                                                     |                                             |       |                                        |                                                                                       |
| 23 mei Vriendschappelijk № 181 «onderlinge duels» 19:15 uur (UTC+1) | Zweden                                      | 4 – 2 | Polen                                  | Olympisch Stadion, Stockholm Toeschouwers: 20.000 Scheidsrechter: Yrjö Tuhkunen (FIN) |
| 23 mei Vriendschappelijk № 181 «onderlinge duels» 19:15 uur (UTC+1) | Sven Jonasson 13' Tore Keller 36', 70', 74' |       | 26' Józef Nawrot 59' Ernest Wilimowski | Olympisch Stadion, Stockholm Toeschouwers: 20.000 Scheidsrechter: Yrjö Tuhkunen (FIN) |

| Wereldkampioenschap voetbal 1934 |
| -------------------------------- |

|                                                                          |                                      |       |                      |                                                                                   |
| 27 mei WK 1934 Achtste finale № 182 «onderlinge duels» 16:00 uur (UTC+1) | Zweden                               | 3 – 2 | Argentinië           | Stadio Littoriale, Bologna Toeschouwers: 14.000 Scheidsrechter: Eugen Braun (AUT) |
| 27 mei WK 1934 Achtste finale № 182 «onderlinge duels» 16:00 uur (UTC+1) | Sven Jonasson 9', 67' Knut Kroon 80' |       | 4' Belis 48' Galateo | Stadio Littoriale, Bologna Toeschouwers: 14.000 Scheidsrechter: Eugen Braun (AUT) |

|                                                                       |                       |       |                  |                                                                               |
| 31 mei WK 1934 Kwartfinale № 183 «onderlinge duels» 16:30 uur (UTC+1) | Duitsland             | 2 – 1 | Zweden           | San Siro, Milaan Toeschouwers: 3.000 Scheidsrechter: Rinaldo Barlassina (ITA) |
| 31 mei WK 1934 Kwartfinale № 183 «onderlinge duels» 16:30 uur (UTC+1) | Karl Hohmann 60', 63' |       | 82' Gösta Dunker | San Siro, Milaan Toeschouwers: 3.000 Scheidsrechter: Rinaldo Barlassina (ITA) |

|  |  |  |  |  |  |  |  |  |

|                                                                                 |                                         |       |                                                    |                                                                                                  |
| 17 juni Noords Kampioenschap 1933/36 № 184 «onderlinge duels» 13:30 uur (UTC+1) | Denemarken                              | 3 – 5 | Zweden                                             | Københavns Idrætspark, Kopenhagen Toeschouwers: 28.000 Scheidsrechter: Thoralf Kristiansen (NOR) |
| 17 juni Noords Kampioenschap 1933/36 № 184 «onderlinge duels» 13:30 uur (UTC+1) | Kaj Uldaler 5' Pauli Jørgensen 40', 48' |       | 6', 35', 60', 62' Bertil Ericsson 23' Erik Persson | Københavns Idrætspark, Kopenhagen Toeschouwers: 28.000 Scheidsrechter: Thoralf Kristiansen (NOR) |

|                                                                                |                                                                |       |                                                                       |                                                                                       |
| 1 juli Noords Kampioenschap 1933/36 № 185 «onderlinge duels» 19:00 uur (UTC+1) | Zweden                                                         | 3 – 3 | Noorwegen                                                             | Olympisch Stadion, Stockholm Toeschouwers: 20.000 Scheidsrechter: Sophus Hansen (DEN) |
| 1 juli Noords Kampioenschap 1933/36 № 185 «onderlinge duels» 19:00 uur (UTC+1) | Emil Karlsson 5' Sven Andersson 13' (pen.) Bertil Ericsson 55' |       | 17' (pen.) Morten Pettersen 29' Thorleif Svendsen 38' Birger Pedersen | Olympisch Stadion, Stockholm Toeschouwers: 20.000 Scheidsrechter: Sophus Hansen (DEN) |

|                                                                           |                                                                    |       |                    |                                                                                     |
| 23 september Vriendschappelijk № 186 «onderlinge duels» 14:00 uur (UTC+1) | Zweden                                                             | 3 – 1 | Letland            | Olympisch Stadion, Stockholm Toeschouwers: 16.000 Scheidsrechter: Poul Dreiøe (DEN) |
| 23 september Vriendschappelijk № 186 «onderlinge duels» 14:00 uur (UTC+1) | Sven Andersson 64' (pen.) Roger Karlsson 84' Ragnar Gustavsson 89' |       | 4' Hermanis Jēnihs | Olympisch Stadion, Stockholm Toeschouwers: 16.000 Scheidsrechter: Poul Dreiøe (DEN) |

|                                                                                      |                                                                 |       |                                           |                                                                                    |
| 23 september Noords Kampioenschap 1933/36 № 187 «onderlinge duels» 14:15 uur (UTC+2) | Finland                                                         | 5 – 4 | Zweden                                    | Töölön Pallokenttä, Helsinki Toeschouwers: 10.443 Scheidsrechter: Otto Remke (DEN) |
| 23 september Noords Kampioenschap 1933/36 № 187 «onderlinge duels» 14:15 uur (UTC+2) | Aulis Koponen 2', 21' Nuutti Lintamo 33', 50' Gunnar Åström 49' |       | 6', 42', 87' Erik Persson 59' Tore Keller | Töölön Pallokenttä, Helsinki Toeschouwers: 10.443 Scheidsrechter: Otto Remke (DEN) |

### 1935
|                                                                                 |                                  |       |                         |                                                                                             |
| 12 juni Noords Kampioenschap 1933/36 № 188 «onderlinge duels» 19:15 uur (UTC+1) | Zweden                           | 2 – 2 | Finland                 | Olympisch Stadion, Stockholm Toeschouwers: 14.500 Scheidsrechter: Thoralf Kristiansen (NOR) |
| 12 juni Noords Kampioenschap 1933/36 № 188 «onderlinge duels» 19:15 uur (UTC+1) | Erik Persson 46' Arne Nyberg 80' |       | 11', 70' Kurt Weckström | Olympisch Stadion, Stockholm Toeschouwers: 14.500 Scheidsrechter: Thoralf Kristiansen (NOR) |

|                                                                                 |                                                       |       |                     |                                                                         |
| 16 juni Noords Kampioenschap 1933/36 № 189 «onderlinge duels» 13:00 uur (UTC+1) | Zweden                                                | 3 – 1 | Denemarken          | Ullevi, Göteborg Toeschouwers: 28.336 Scheidsrechter: Albert Fogg (ENG) |
| 16 juni Noords Kampioenschap 1933/36 № 189 «onderlinge duels» 13:00 uur (UTC+1) | Karl Erik Grahn 44' Sven Jonasson 54' Åke Hallman 83' |       | 34' Pauli Jørgensen | Ullevi, Göteborg Toeschouwers: 28.336 Scheidsrechter: Albert Fogg (ENG) |

|                                                                      |                                        |       |                    |                                                                                      |
| 30 juni Vriendschappelijk № 190 «onderlinge duels» 19:00 uur (UTC+1) | Zweden                                 | 3 – 1 | Duitsland          | Olympisch Stadion, Stockholm Toeschouwers: 20.000 Scheidsrechter: Einer Ulrich (DEN) |
| 30 juni Vriendschappelijk № 190 «onderlinge duels» 19:00 uur (UTC+1) | Åke Hallman 30', 50' Sven Jonasson 59' |       | 68' Otto Rohwedder | Olympisch Stadion, Stockholm Toeschouwers: 20.000 Scheidsrechter: Einer Ulrich (DEN) |

|                                                                     |         |                                                         |        |                                                                             |
| 5 juli Vriendschappelijk № 191 «onderlinge duels» 18:30 uur (UTC+2) | Letland | 0 – 3                                                   | Zweden | JKS-Stadions, Riga Toeschouwers: 7.000 Scheidsrechter: Gábor Boronkai (HUN) |
| 5 juli Vriendschappelijk № 191 «onderlinge duels» 18:30 uur (UTC+2) |         | 35' Roger Karlsson 43' Sven Jonasson 76' Åke Samuelsson |        | JKS-Stadions, Riga Toeschouwers: 7.000 Scheidsrechter: Gábor Boronkai (HUN) |

|                                                                     |                  |       |                         |                                                                                |
| 9 juli Vriendschappelijk № 192 «onderlinge duels» 19:00 uur (UTC+2) | Estland          | 1 – 2 | Zweden                  | Kadriorustadion, Tallinn Toeschouwers: 7.000 Scheidsrechter: Matti Aalto (FIN) |
| 9 juli Vriendschappelijk № 192 «onderlinge duels» 19:00 uur (UTC+2) | Eduard Eelma 62' |       | 15', 17' Åke Samuelsson | Kadriorustadion, Tallinn Toeschouwers: 7.000 Scheidsrechter: Matti Aalto (FIN) |

|                                                                          |                                                                                                 |       |                        |                                                                                            |
| 1 september Vriendschappelijk № 193 «onderlinge duels» 14:00 uur (UTC+1) | Zweden                                                                                          | 7 – 1 | Roemenië               | Olympisch Stadion, Stockholm Toeschouwers: 19.000 Scheidsrechter: Rinaldo Barlassina (ITA) |
| 1 september Vriendschappelijk № 193 «onderlinge duels» 14:00 uur (UTC+1) | Kurt Bergsten 17' Tore Keller 47' Axel Nilsson 70', 73', 87' Sven Jonasson 72' Erik Persson 74' |       | 60' Gheorghe Georgescu | Olympisch Stadion, Stockholm Toeschouwers: 19.000 Scheidsrechter: Rinaldo Barlassina (ITA) |

|                                                                                      |           |                                      |        |                                                                              |
| 22 september Noords Kampioenschap 1933/36 № 194 «onderlinge duels» 13:15 uur (UTC+1) | Noorwegen | 0 – 2                                | Zweden | Ullevaalstadion, Oslo Toeschouwers: 35.495 Scheidsrechter: Poul Dreiøe (DEN) |
| 22 september Noords Kampioenschap 1933/36 № 194 «onderlinge duels» 13:15 uur (UTC+1) |           | 42' Axel Nilsson 77' Karl Erik Grahn |        | Ullevaalstadion, Oslo Toeschouwers: 35.495 Scheidsrechter: Poul Dreiøe (DEN) |

|                                                                        |                                          |       |        |                                                                                   |
| 10 november Vriendschappelijk № 195 «onderlinge duels» 14:30 uur (UTC) | Frankrijk                                | 2 – 0 | Zweden | Parc des Princes, Parijs Toeschouwers: 26.905 Scheidsrechter: Arthur Barton (ENG) |
| 10 november Vriendschappelijk № 195 «onderlinge duels» 14:30 uur (UTC) | Fritz Berg 30' (e.d.) Roger Courtois 70' |       |        | Parc des Princes, Parijs Toeschouwers: 26.905 Scheidsrechter: Arthur Barton (ENG) |

|                                                                        |                                                                            |       |                  |                                                                                   |
| 17 november Vriendschappelijk № 196 «onderlinge duels» 14:00 uur (UTC) | België                                                                     | 5 – 1 | Zweden           | Jubelstadion, Brussel Toeschouwers: 15.000 Scheidsrechter: Karl Weingärtner (GER) |
| 17 november Vriendschappelijk № 196 «onderlinge duels» 14:00 uur (UTC) | Jacques Van Caelenberghe 15' Jean Capelle 18', 74' Rik Isemborghs 57', 80' |       | 12' Axel Nilsson | Jubelstadion, Brussel Toeschouwers: 15.000 Scheidsrechter: Karl Weingärtner (GER) |

### 1936
|                                                                                 |                                                                                     |       |                                                                   |                                                                                                  |
| 14 juni Noords Kampioenschap 1933/36 № 197 «onderlinge duels» 13:30 uur (UTC+1) | Denemarken                                                                          | 4 – 3 | Zweden                                                            | Københavns Idrætspark, Denemarken Toeschouwers: 32.000 Scheidsrechter: Thoralf Kristiansen (NOR) |
| 14 juni Noords Kampioenschap 1933/36 № 197 «onderlinge duels» 13:30 uur (UTC+1) | Helmuth Søbirk 11' Sven Andersson 41' (e.d.) Pauli Jørgensen 47' Eigil Thielsen 81' |       | 2' (e.d.) Poul Toft Jensen 15' Sven Jonasson 76' Gustaf Josefsson | Københavns Idrætspark, Denemarken Toeschouwers: 32.000 Scheidsrechter: Thoralf Kristiansen (NOR) |

|                                                                      |                                                  |       |                                 |                                                                                   |
| 21 juni Vriendschappelijk № 198 «onderlinge duels» 19:00 uur (UTC+1) | Zweden                                           | 5 – 2 | Zwitserland                     | Olympiastadion, Stockholm Toeschouwers: 13.605 Scheidsrechter: Einar Ulrich (DEN) |
| 21 juni Vriendschappelijk № 198 «onderlinge duels» 19:00 uur (UTC+1) | Åke Hallman 10', 82' Sven Jonasson 27', 56', 59' |       | 55' Paul Aeby 89' Alfred Bickel | Olympiastadion, Stockholm Toeschouwers: 13.605 Scheidsrechter: Einar Ulrich (DEN) |

|                                                                                |                        |       |           |                                                                               |
| 5 juli Noords Kampioenschap 1933/36 № 199 «onderlinge duels» 13:00 uur (UTC+1) | Zweden                 | 2 – 0 | Noorwegen | Gamla Ullevi, Göteborg Toeschouwers: 21.627 Scheidsrechter: Louis Baert (BEL) |
| 5 juli Noords Kampioenschap 1933/36 № 199 «onderlinge duels» 13:00 uur (UTC+1) | Sven Jonasson 25', 36' |       |           | Gamla Ullevi, Göteborg Toeschouwers: 21.627 Scheidsrechter: Louis Baert (BEL) |

|                                                                      |                                                |       |                                                                      |                                                                                          |
| 26 juli Vriendschappelijk № 200 «onderlinge duels» 18:30 uur (UTC+1) | Zweden                                         | 3 – 4 | Noorwegen                                                            | Olympisch Stadion, Stockholm Toeschouwers: 20.000 Scheidsrechter: Karl Weingärtner (GER) |
| 26 juli Vriendschappelijk № 200 «onderlinge duels» 18:30 uur (UTC+1) | Erik Persson 15', 66' Sven Jonasson 88' (pen.) |       | 17' (pen.) Reidar Kvammen 29' Magnar Isaksen 43', 65' Reidar Kvammen | Olympisch Stadion, Stockholm Toeschouwers: 20.000 Scheidsrechter: Karl Weingärtner (GER) |

| Olympische Spelen 1936 |
| ---------------------- |

|                                                                                             |                                     |       |                       |                                                                                          |
| 4 augustus Olympische Zomerspelen Achtste finale № 201 «onderlinge duels» 17:30 uur (UTC+1) | Japan                               | 3 – 2 | Zweden                | Stadion am Gesundbrunnen, Berlijn Toeschouwers: 3.000 Scheidsrechter: Willy Peters (GER) |
| 4 augustus Olympische Zomerspelen Achtste finale № 201 «onderlinge duels» 17:30 uur (UTC+1) | Kawamoto 49' Ukon 62' Matsunaga 85' |       | 24', 37' Erik Persson | Stadion am Gesundbrunnen, Berlijn Toeschouwers: 3.000 Scheidsrechter: Willy Peters (GER) |

|  |  |  |  |  |  |  |  |  |

|                                                                                      |                            |       |                                       |                                                                                         |
| 27 september Noords Kampioenschap 1933/36 № 202 «onderlinge duels» 13:00 uur (UTC+2) | Finland                    | 1 – 2 | Zweden                                | Töölön Pallokenttä, Helsinki Toeschouwers: 11.922 Scheidsrechter: Kolbjørn Dæhlen (NOR) |
| 27 september Noords Kampioenschap 1933/36 № 202 «onderlinge duels» 13:00 uur (UTC+2) | William Kanerva 85' (pen.) |       | 44' Sven Jonasson 50' Bertil Ericsson | Töölön Pallokenttä, Helsinki Toeschouwers: 11.922 Scheidsrechter: Kolbjørn Dæhlen (NOR) |

### 1937
|                                                                     |        |                                             |          |                                                                                |
| 17 mei Vriendschappelijk № 203 «onderlinge duels» 14:00 uur (UTC+1) | Zweden | 0 – 4                                       | Engeland | Råsundastadion, Solna Toeschouwers: 34.119 Scheidsrechter: John Langenus (BEL) |
| 17 mei Vriendschappelijk № 203 «onderlinge duels» 14:00 uur (UTC+1) |        | 7', 13', 33' Freddie Steele 35' Joe Johnson |          | Råsundastadion, Solna Toeschouwers: 34.119 Scheidsrechter: John Langenus (BEL) |

| |                                                            |       |         |                                                                                  |
| 16 juni WK 1938 kwalificatie / Noords Kampioenschap 1937/47 № 204 «onderlinge duels» 19:00 uur (UTC+1) | Zweden                                                     | 4 – 0 | Finland | Råsundastadion, Solna Toeschouwers: 19.574 Scheidsrechter: Kolbjørn Dæhlen (NOR) |
| 16 juni WK 1938 kwalificatie / Noords Kampioenschap 1937/47 № 204 «onderlinge duels» 19:00 uur (UTC+1) | Lennart Bunke 60', 82' Erik Persson 65' Kurt Svanström 68' |       |         | Råsundastadion, Solna Toeschouwers: 19.574 Scheidsrechter: Kolbjørn Dæhlen (NOR) |

|                                                                         | |       |                                        |                                                                             |
| 20 juni WK 1938 kwalificatie № 205 «onderlinge duels» 19:00 uur (UTC+1) | Zweden                                                                                               | 7 – 2 | Estland                                | Råsundastadion, Solna Toeschouwers: 18.271 Scheidsrechter: Otto Remke (DEN) |
| 20 juni WK 1938 kwalificatie № 205 «onderlinge duels» 19:00 uur (UTC+1) | Gustaf Josefsson 7', 41' Lennart Bunke 40' Sven Jonasson 49' (pen.) Gustav Wetterström 73', 77', 84' |       | 2' Georg Siimenson 3' Heinrich Uukkivi | Råsundastadion, Solna Toeschouwers: 18.271 Scheidsrechter: Otto Remke (DEN) |

|                                                                      |                                                            |       |                        |                                                                                             |
| 23 juni Vriendschappelijk № 206 «onderlinge duels» 18:00 uur (UTC+1) | Polen                                                      | 3 – 1 | Zweden                 | Wojska Polskiegostadion, Warschau Toeschouwers: 18.000 Scheidsrechter: Lucien Leclerq (FRA) |
| 23 juni Vriendschappelijk № 206 «onderlinge duels» 18:00 uur (UTC+1) | Gerard Wodarz 12' Leonard Piątek 24' Ernest Wilimowski 62' |       | 76' Gustav Wetterström | Wojska Polskiegostadion, Warschau Toeschouwers: 18.000 Scheidsrechter: Lucien Leclerq (FRA) |

|                                                                      |                                            |       |                        |                                                                                               |
| 27 juni Vriendschappelijk № 207 «onderlinge duels» 17:45 uur (UTC+3) | Roemenië                                   | 2 – 2 | Zweden                 | Stadionul Regele Carol II, Boekarest Toeschouwers: 28.000 Scheidsrechter: John Langenus (BEL) |
| 27 juni Vriendschappelijk № 207 «onderlinge duels» 17:45 uur (UTC+3) | Iuliu Baratki 25' Iuliu Baratki 89' (pen.) |       | 29', 37' Sven Jonasson | Stadionul Regele Carol II, Boekarest Toeschouwers: 28.000 Scheidsrechter: John Langenus (BEL) |

|                                                                                      |                                                        |       |                                       |                                                                                |
| 19 september Noords Kampioenschap 1937/47 № 208 «onderlinge duels» 13:15 uur (UTC+1) | Noorwegen                                              | 3 – 2 | Zweden                                | Ullevaalstadion, Oslo Toeschouwers: 29.334 Scheidsrechter: Arthur Barton (ENG) |
| 19 september Noords Kampioenschap 1937/47 № 208 «onderlinge duels» 13:15 uur (UTC+1) | Arne Brustad 44' Magnar Isaksen 74' Reidar Kvammen 76' |       | 55' Georg Johansson 82' Lennart Bunke | Ullevaalstadion, Oslo Toeschouwers: 29.334 Scheidsrechter: Arthur Barton (ENG) |

|                                                                                   |                  |       |                                      |                                                                               |
| 3 oktober Noords Kampioenschap 1937/47 № 209 «onderlinge duels» 14:00 uur (UTC+1) | Zweden           | 1 – 2 | Denemarken                           | Råsundastadion, Solna Toeschouwers: 38.259 Scheidsrechter: Jimmy Jewell (ENG) |
| 3 oktober Noords Kampioenschap 1937/47 № 209 «onderlinge duels» 14:00 uur (UTC+1) | Erik Persson 86' |       | 18' Knud Andersen 53' Helmuth Søbirk | Råsundastadion, Solna Toeschouwers: 38.259 Scheidsrechter: Jimmy Jewell (ENG) |

|                                                                             |                                                             |       |        |                                                                                     |
| 21 november WK 1938 kwalificatie № 210 «onderlinge duels» 14:15 uur (UTC+1) | Duitsland                                                   | 5 – 0 | Zweden | Volksparkstadion, Hamburg Toeschouwers: 50.050 Scheidsrechter: Bruno Pfützner (TCH) |
| 21 november WK 1938 kwalificatie № 210 «onderlinge duels» 14:15 uur (UTC+1) | Otto Siffling 4', 58' Fritz Szepan 7' Helmut Schön 49', 62' |       |        | Volksparkstadion, Hamburg Toeschouwers: 50.050 Scheidsrechter: Bruno Pfützner (TCH) |

### 1938
|                                                                      |                                           |       |                                                            |                                                                              |
| 10 juni Vriendschappelijk № 211 «onderlinge duels» 19:15 uur (UTC+1) | Zweden                                    | 3 – 3 | Letland                                                    | Råsundastadion, Solna Toeschouwers: 14.107 Scheidsrechter: Matti Aalto (FIN) |
| 10 juni Vriendschappelijk № 211 «onderlinge duels» 19:15 uur (UTC+1) | Gunnar Bergström 4' Knut Hansson 25', 31' |       | 15' Francis Krupšs 50' Ērihs Raisters 65' Vaclavs Borduško | Råsundastadion, Solna Toeschouwers: 14.107 Scheidsrechter: Matti Aalto (FIN) |

| Wereldkampioenschap voetbal 1938 |
| -------------------------------- |

|                                                                        |                                                                           |       |      |                                                                                       |
| 12 juni WK 1938 Kwartfinale № 212 «onderlinge duels» 17:00 uur (UTC+1) | Zweden                                                                    | 8 – 0 | Cuba | Stade du Fort Carré, Antibes Toeschouwers: 6.846 Scheidsrechter: Augustin Krist (TCH) |
| 12 juni WK 1938 Kwartfinale № 212 «onderlinge duels» 17:00 uur (UTC+1) | H. Andersson 9', 81', 90' Wetterström 32', 37', 44' Keller 80' Nyberg 84' |       |      | Stade du Fort Carré, Antibes Toeschouwers: 6.846 Scheidsrechter: Augustin Krist (TCH) |

|                                                                      |                                           |       |         |                                                                                |
| 15 juni Vriendschappelijk № 213 «onderlinge duels» 19:30 uur (UTC+1) | Zweden                                    | 2 – 0 | Finland | Råsundastadion, Solna Toeschouwers: 11.044 Scheidsrechter: Oscar Carlsen (NOR) |
| 15 juni Vriendschappelijk № 213 «onderlinge duels» 19:30 uur (UTC+1) | Floyd Lagerkrantz 9' Gunnar Bergström 70' |       |         | Råsundastadion, Solna Toeschouwers: 11.044 Scheidsrechter: Oscar Carlsen (NOR) |

|                                                                         | |       |                |                                                                                    |
| 16 juni WK 1938 Halve finale № 214 «onderlinge duels» 18:00 uur (UTC+1) | Hongarije                                                                                            | 5 – 1 | Zweden         | Parc des Princes, Parijs Toeschouwers: 20.155 Scheidsrechter: Lucien Leclerq (FRA) |
| 16 juni WK 1938 Halve finale № 214 «onderlinge duels» 18:00 uur (UTC+1) | Sven Jacobsson 19' (e.d.) Pál Titkos 37' Gyula Zsengellér 39' György Sárosi 67' Gyula Zsengellér 85' |       | 1' Arne Nyberg | Parc des Princes, Parijs Toeschouwers: 20.155 Scheidsrechter: Lucien Leclerq (FRA) |

|                                                                         |                         |       |                                         |                                                                                 |
| 19 juni WK 1938 Troostfinale № 215 «onderlinge duels» 17:00 uur (UTC+1) | Zweden                  | 2 – 4 | Brazilië                                | Parc Lescure, Bordeaux Toeschouwers: 12.000 Scheidsrechter: John Langenus (BEL) |
| 19 juni WK 1938 Troostfinale № 215 «onderlinge duels» 17:00 uur (UTC+1) | Jonasson 28' Nyberg 38' |       | 44' Romeu 63', 74' Leônidas 80' Perácio | Parc Lescure, Bordeaux Toeschouwers: 12.000 Scheidsrechter: John Langenus (BEL) |

|  |  |  |  |  |  |  |  |  |

|                                                                                 |            |                 |        |                                                                                                  |
| 21 juni Noords Kampioenschap 1937/47 № 216 «onderlinge duels» 19:00 uur (UTC+1) | Denemarken | 0 – 1           | Zweden | Københavns Idrætspark, Denemarken Toeschouwers: 38.260 Scheidsrechter: Thoralf Kristiansen (NOR) |
| 21 juni Noords Kampioenschap 1937/47 № 216 «onderlinge duels» 19:00 uur (UTC+1) |            | 35' Arne Nyberg |        | Københavns Idrætspark, Denemarken Toeschouwers: 38.260 Scheidsrechter: Thoralf Kristiansen (NOR) |

|                                                                                |                                        |       |                                                                 |                                                                                     |
| 4 juli Noords Kampioenschap 1937/47 № 217 «onderlinge duels» 19:00 uur (UTC+2) | Finland                                | 2 – 4 | Zweden                                                          | Olympisch Stadion, Helsinki Toeschouwers: 15.366 Scheidsrechter: Peco Bauwens (GER) |
| 4 juli Noords Kampioenschap 1937/47 № 217 «onderlinge duels» 19:00 uur (UTC+2) | Nuutti Lintamo 2' Holger Granström 37' |       | 27', 67' Floyd Lagerkrantz 51' Gunnar Bergström 74' Arne Nyberg | Olympisch Stadion, Helsinki Toeschouwers: 15.366 Scheidsrechter: Peco Bauwens (GER) |

|                                                                         |                                      |       |                                                                   |                                                                                     |
| 7 augustus Vriendschappelijk № 218 «onderlinge duels» 18:30 uur (UTC+1) | Zweden                               | 2 – 6 | Tsjecho-Slowakije                                                 | Råsundastadion, Solna Toeschouwers: 20.237 Scheidsrechter: Georges Capdeville (FRA) |
| 7 augustus Vriendschappelijk № 218 «onderlinge duels» 18:30 uur (UTC+1) | Gunnar Bergström 54' Arne Nyberg 61' |       | 13' Václav Horák 28', 33', 75' Josef Bican 72', 89' Karel Senecký | Råsundastadion, Solna Toeschouwers: 20.237 Scheidsrechter: Georges Capdeville (FRA) |

|                                                                          |                                        |       |                  |                                                                                   |
| 4 september Vriendschappelijk № 219 «onderlinge duels» 13:15 uur (UTC+1) | Noorwegen                              | 2 – 1 | Zweden           | Ullevaalstadion, Oslo Toeschouwers: 33.098 Scheidsrechter: Valdemar Laursen (DEN) |
| 4 september Vriendschappelijk № 219 «onderlinge duels» 13:15 uur (UTC+1) | Trygve Arnesen 22' Knut Brynildsen 62' |       | 15' Knut Hansson | Ullevaalstadion, Oslo Toeschouwers: 33.098 Scheidsrechter: Valdemar Laursen (DEN) |

|                                                                                   |                                  |       |                                                       |                                                                               |
| 2 oktober Noords Kampioenschap 1937/47 № 220 «onderlinge duels» 14:00 uur (UTC+1) | Zweden                           | 2 – 3 | Noorwegen                                             | Råsundastadion, Solna Toeschouwers: 38.000 Scheidsrechter: Jimmy Jewell (ENG) |
| 2 oktober Noords Kampioenschap 1937/47 № 220 «onderlinge duels» 14:00 uur (UTC+1) | Erik Persson 27' Arne Nyberg 66' |       | 16' Arne Brustad 18' Knut Brynildsen 35' Hans Nordahl | Råsundastadion, Solna Toeschouwers: 38.000 Scheidsrechter: Jimmy Jewell (ENG) |

### 1939
|                                                                     |                                                           |       |                       |                                                                                   |
| 2 juni Vriendschappelijk № 221 «onderlinge duels» 19:15 uur (UTC+1) | Zweden                                                    | 3 – 2 | Noorwegen             | Råsundastadion, Solna Toeschouwers: 28.419 Scheidsrechter: Valdemar Laursen (DEN) |
| 2 juni Vriendschappelijk № 221 «onderlinge duels» 19:15 uur (UTC+1) | Fridolf Martinsson 59' Åke Andersson 69' Erik Persson 84' |       | 39', 43' Odd Frantzen | Råsundastadion, Solna Toeschouwers: 28.419 Scheidsrechter: Valdemar Laursen (DEN) |

|                                                                                |                                                                         |       |                          |                                                                                          |
| 9 juni Noords Kampioenschap 1937/47 № 222 «onderlinge duels» 19:30 uur (UTC+1) | Zweden                                                                  | 5 – 1 | Finland                  | Råsundastadion, Solna Toeschouwers: 16.989 Scheidsrechter: Reidar Randers Johansen (NOR) |
| 9 juni Noords Kampioenschap 1937/47 № 222 «onderlinge duels» 19:30 uur (UTC+1) | Åke Andersson 13' Erik Persson 30', 64', 67' Karl Erik Grahn 35' (pen.) |       | 10' (e.d.) Harry Nilsson | Råsundastadion, Solna Toeschouwers: 16.989 Scheidsrechter: Reidar Randers Johansen (NOR) |

|                                                                      | |       |          |                                                                                            |
| 11 juni Vriendschappelijk № 223 «onderlinge duels» 18:00 uur (UTC+1) | Zweden                                                                                                | 7 – 0 | Litouwen | Tingvalla Idrottsplats, Karlstad Toeschouwers: 5.602 Scheidsrechter: Kolbjørn Dæhlen (NOR) |
| 11 juni Vriendschappelijk № 223 «onderlinge duels» 18:00 uur (UTC+1) | Ragnar Larsson 1', 87' Kurt Hjelm 9', 12' Stig Nyström 31' Erik Lundin 59' (pen.) Willis Karlsson 72' |       |          | Tingvalla Idrottsplats, Karlstad Toeschouwers: 5.602 Scheidsrechter: Kolbjørn Dæhlen (NOR) |

|                                                                                                  |                   |       |        |                                                                                            |
| 14 juni Toernooi 50-jarig jubileum Deense Voetbalbond № 224 «onderlinge duels» 19:00 uur (UTC+1) | Noorwegen         | 1 – 0 | Zweden | Københavns Idrætspark, Kopenhagen Toeschouwers: 18.000 Scheidsrechter: Alfred Birlem (GER) |
| 14 juni Toernooi 50-jarig jubileum Deense Voetbalbond № 224 «onderlinge duels» 19:00 uur (UTC+1) | Alf Martinsen 83' |       |        | Københavns Idrætspark, Kopenhagen Toeschouwers: 18.000 Scheidsrechter: Alfred Birlem (GER) |

|                                                                                      |                                        |       |                                             |                                                                               |
| 17 september Noords Kampioenschap 1937/47 № 225 «onderlinge duels» 13:15 uur (UTC+1) | Noorwegen                              | 2 – 3 | Zweden                                      | Ullevaalstadion, Oslo Toeschouwers: 29.504 Scheidsrechter: Einer Ulrich (DEN) |
| 17 september Noords Kampioenschap 1937/47 № 225 «onderlinge duels» 13:15 uur (UTC+1) | Olav Navestad 8' (pen.) Harry Yven 84' |       | 19', 73' Arne Nyberg 81' Ragnar Lennartsson | Ullevaalstadion, Oslo Toeschouwers: 29.504 Scheidsrechter: Einer Ulrich (DEN) |

|                                                                                   |                                                                           |       |                    |                                                                                  |
| 1 oktober Noords Kampioenschap 1937/47 № 226 «onderlinge duels» 14:00 uur (UTC+1) | Zweden                                                                    | 4 – 1 | Denemarken         | Råsundastadion, Solna Toeschouwers: 22.698 Scheidsrechter: Kolbjørn Dæhlen (NOR) |
| 1 oktober Noords Kampioenschap 1937/47 № 226 «onderlinge duels» 14:00 uur (UTC+1) | Ragnar Lennartsson 40' Knut Johansson 43' Stig Nyström 58' Gösta Dahl 85' |       | 7' Pauli Jørgensen | Råsundastadion, Solna Toeschouwers: 22.698 Scheidsrechter: Kolbjørn Dæhlen (NOR) |

België · Bulgarije · Denemarken · Duitsland · Engeland · Estland · Finland · Frankrijk · Griekenland · Hongarije · Ierland · Israël · Italië · Joegoslavië · Letland · Litouwen · Luxemburg · Nederland · Noord-Ierland · Noorwegen · Oostenrijk · Polen · Portugal · Roemenië · Schotland · Spanje · Tsjecho-Slowakije · Turkije · Wales · Zweden · Zwitserland
SvFF · A-internationals · Selecties · Bondscoaches · Zweeds vrouwenelftal · Olympisch elftal · Zweden U21 · Zweden U20 · Zweden U19 · Zweden U18 · Zweden U17 · Zweden U16 · Vrouwen U17
1908 – 1919 ·
1920 – 1929 ·
1930 – 1939 ·
1940 – 1949 ·
1950 – 1959 ·
1960 – 1969 ·
1970 – 1979 ·
1980 – 1989 ·
1990 – 1999 ·
2000 – 2009 ·
2010 – 2019 ·
2020 − 2029
EK 1960 · 
EK 1964 · 
EK 1968 · 
EK 1972 · 
EK 1976 · 
EK 1980 · 
EK 1984 · 
EK 1988 · 
EK 1992 ·
EK 1996 · 
EK 2000 ·
EK 2004 ·
EK 2008 ·
EK 2012 · 
EK 2016 · 
EK 2020
WK 1930 · 
WK 1934 ·
WK 1938 ·
WK 1950 ·
WK 1954 · 
WK 1958 ·
WK 1962 · 
WK 1966 · 
WK 1970 ·
WK 1974 ·
WK 1978 ·
WK 1982 · 
WK 1986 · 
WK 1990 ·
WK 1994 ·
WK 1998 · 
WK 2002 ·
WK 2006 ·
WK 2010 · 
WK 2014 · 
WK 2018
OS 1908 · 
OS 1912 · 
OS 1920 · 
OS 1924 · 
OS 1928 · 
OS 1932 · 
OS 1936 · 
OS 1948 · 
OS 1952 · 
OS 1956 · 
OS 1964 · 
OS 1968 · 
OS 1972 · 
OS 1976 · 
OS 1980 · 
OS 1984 · 
OS 1988 · 
OS 1992 · 
OS 1996 · 
OS 2000 · 
OS 2004 · 
OS 2008 · 
OS 2012 · 
OS 2016
1908 · 
1909 · 
1910 · 
1911 · 
1912 · 
1913 · 
1914 · 
1915 · 
1916 · 
1917 · 
1918 · 
1919 · 
1920 · 
1921 · 
1922 · 
1923 · 
1924 · 
1925 · 
1926 · 
1927 · 
1928 · 
1929 · 
1930 · 
1931 · 
1932 · 
1933 · 
1934 · 
1935 · 
1936 · 
1937 · 
1938 · 
1939 · 
1940 ·
1941 ·
1942 ·
1943 ·
1944  ·
1945 · 
1946 · 
1947 · 
1948 · 
1949 · 
1950 · 
1952 · 
1952 · 
1953 · 
1954 · 
1955 · 
1956 · 
1957 · 
1958 · 
1959 ·
1960 · 
1961 · 
1962 · 
1963 · 
1964 · 
1965 · 
1966 · 
1967 · 
1968 · 
1969 ·
1970 · 
1971 · 
1972 · 
1973 · 
1974 · 
1975 · 
1976 · 
1977 · 
1978 · 
1979 ·
1980 · 
1981 · 
1982 · 
1983 · 
1984 · 
1985 · 
1986 · 
1987 · 
1988 · 
1989 · 
1990 · 
1991 · 
1992 · 
1993 · 
1994 · 
1995 · 
1996 · 
1997 · 
1998 · 
1999 · 
2000 · 
2001 · 
2002 · 
2003 · 
2004 · 
2005 · 
2006 · 
2007 · 
2008 · 
2009 · 
2010 · 
2011 · 
2012 · 
2013 · 
2014 · 
2015 · 
2016 · 
2017 · 
2018 ·
2019 ·
2020 ·
2021
Albanië ·
Algerije ·
Argentinië ·
Armenië ·
Australië ·
Azerbeidzjan ·
Bahrein ·
Barbados ·
België ·
Bosnië en Herzegovina ·
Botswana ·
Brazilië ·
Bulgarije ·
Chili ·
China ·
Colombia ·
Costa Rica ·
Cuba ·
Cyprus ·
DDR ·
Denemarken ·
Duitsland ·
Ecuador ·
Egypte ·
Engeland ·
Estland ·
Faeröer ·
Finland ·
Frankrijk ·
Georgië ·
Griekenland ·
Hongarije ·
Ierland ·
IJsland ·
Iran ·
Israël ·
Italië ·
Ivoorkust ·
Jamaica ·
Japan ·
Joegoslavië ·
Jordanië ·
Kameroen ·
Kazachstan ·
Kosovo ·
Kroatië ·
Letland ·
Liechtenstein ·
Litouwen ·
Luxemburg ·
Maleisië ·
Malta ·
Mexico ·
Moldavië ·
Montenegro ·
Nederland ·
Nieuw-Zeeland ·
Nigeria ·
Noord-Ierland ·
Noord-Korea ·
Noord-Macedonië ·
Noorwegen ·
Oekraïne ·
Oezbekistan ·
Oman ·
Oostenrijk ·
Paraguay ·
Peru ·
Polen ·
Portugal ·
Qatar ·
Roemenië ·
Rusland ·
San Marino ·
Saoedi-Arabië ·
Schotland ·
Senegal ·
Servië ·
Singapore ·
Slovenië ·
Slowakije ·
Sovjet-Unie ·
Spanje ·
Syrië ·
Thailand ·
Trinidad en Tobago ·
Tsjechië ·
Tsjecho-Slowakije ·
Tunesië ·
Turkije ·
Uruguay ·
Venezuela ·
Verenigde Arabische Emiraten ·
Verenigde Staten ·
Verenigd Koninkrijk ·
Wales ·
Wit-Rusland ·
Zuid-Afrika ·
Zuid-Korea ·
Zwitserland
Brazilië (1958) ·
Duitsland (2006) ·
Duitsland (2018) ·
Engeland (2006) ·
Engeland (2012) ·
Engeland (2018) ·
Frankrijk (2012) ·
Griekenland (2008) ·
Ierland (2016) ·
Italië (2016) ·
Mexico (2018) ·
Oekraïne (2012) ·
Oekraïne (2021) ·
Paraguay (2006) ·
Polen (2021) ·
Rusland (2008) ·
Slowakije (2021) ·
Spanje (2008) ·
Spanje (2021) ·
Trinidad en Tobago (2006) ·
Zuid-Korea (2018) ·
Zwitserland (2018)